# Maria Alix Luitpolda van Saksen

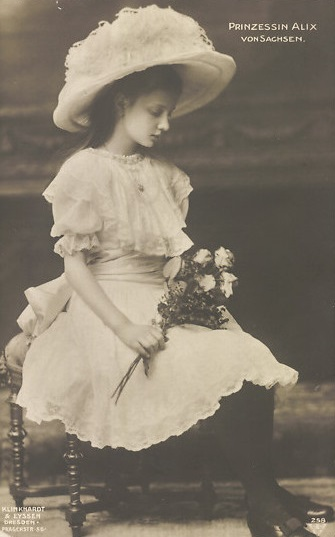
Maria Alix Luitpolda van Saksen (ca. 1910)

Maria Alix Luitpolda van Saksen (Wachwitz, 27 september 1901 — Sibyllenort, 11 december 1990) was een Saksische prinses.
Zij was het zesde kind van de laatste koning der Saksen, Frederik August III en Louise van Habsburg-Lotharingen. Haar jeugd bracht ze grotendeels zonder moeder door, want die verliet - zwanger van haar zevende kind - haar man en kinderen, en scheidde uiteindelijk in 1903 van hem, om zich in Londen te vestigen.

Zij was een Saksische prinses tot 1919, toen na de afschaffing van de Duitse adel haar geslachtsnaam werd gewijzigd in Prinzessin von Sachsen.
Zelf trouwde ze op 25 mei 1921 met Frans Jozef van Hohenzollern-Emden. 
Uit dit huwelijk werden de volgende kinderen geboren:
- Karel Anton (1922-1993)
- Meinraad Leopold (1925-2009)
- Emmanuel Jozef (1929-2006)
- Maria Margaretha (1938-1999)

Haar zuster Margaretha was getrouwd met de tweelingbroer van haar man, Frederik Victor.